# Jean Baptiste Marie Jaubert
Pour les articles homonymes, voir Jaubert.
Jean Baptiste Marie Jaubert est un médecin et un ornithologue amateur français, né le 17 mars 1826 à Marseille et mort le 9 août 1884 à Brignoles.

## Biographie
Il obtient son titre de docteur en médecine à Montpellier en 1849. Il devient inspecteur des Eaux à la station thermale de Gréoux-les-Bains en 1852 où il travaille durant 24 ans. Il fait paraître un Guide aux eaux de Gréoulx (sic) en 1857, qui sera plusieurs fois réédité.
Jaubert fait paraître en 1859 ses Richesses ornithologiques du Midi de la France, ou Description... de tous les oiseaux observés en Provence et dans les départements circonvoisins. Le livre est aussi signé par Christophe Jérôme Barthélemy Lapommeraye (1796-1869) mais celui-ci ne semble pas avoir véritablement participé à sa rédaction. La collection de Jaubert est actuellement conservée par le Muséum de Marseille.